# Lincos (limbaj artificial)
Lincos (o abreviere din limba latină a expresiei lingua cosmica) este o limbă artificială descrisă pentru prima dată în anul 1960 de către Dr. Hans Freudenthal în cartea sa: Lincos: Design of a Language for Cosmic Intercourse, Part 1. Este un limbaj conceput pentru a fi ușor de înțeles de către orice forma de viată extraterestră inteligentă posibilă, pentru a fi utilizată în transmisiile radio interstelare. Freudenthal a considerat că un astfel de limbaj ar trebui să fie ușor de înțeles de către persoane care nu cunosc sintaxa folosită pe Terra sau limba. Lincos a fost proiectat pentru a fi capabil să înmagazineze cea mai mare parte a cunoștințelor noastre.